# Waldemar Cierpinski
Waldemar Cierpinski (ur. 3 sierpnia 1950 w Neugattersleben ob. Nienburg (Saale), Saksonia-Anhalt) – wschodnioniemiecki lekkoatleta długodystansowiec i maratończyk polskiego pochodzenia, dwukrotny mistrz olimpijski.

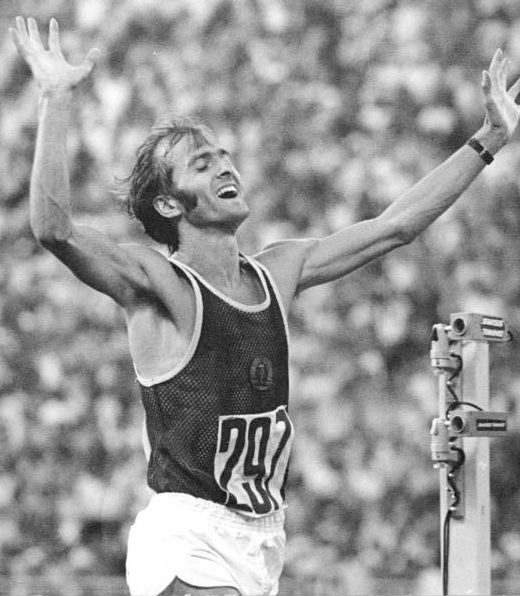
Cierpinski wygrywa maraton na LIO w Moskwie

Powtórzył wyczyn Abebe Bikili i wygrał bieg maratoński kolejno na dwóch igrzyskach olimpijskich. Początkowo startował głównie w biegu na 3000 m z przeszkodami. Od 1974 r. startował głównie w maratonie. Na igrzyskach olimpijskich w 1976 w Montrealu nie był znanym zawodnikiem. Biegł w czołowej grupie. Po 25 kilometrach obrońca tytułu Amerykanin Frank Shorter oderwał się i objął samotne prowadzenie. Cierpinski podążał za nim, a potem wyprzedził wygrywając o 51 sekund.
Na mistrzostwach Europy w 1978 w Pradze zajął 4. miejsce w maratonie i 19. miejsce w biegu na 10 000 m. Podczas igrzysk olimpijskich w 1980 w Moskwie Cierpinski początkowo nie biegł w czołowej grupie, ale dogonił i wyprzedził prowadzących na 36 kilometrze, ponownie zdobywając złoty medal.
Zajął 6. miejsce w maratonie na mistrzostwach Europy w 1982 w Atenach, a na pierwszych mistrzostwach świata w 1983 w Helsinkach zdobył brązowy medal. Nie mógł uczestniczyć w igrzyskach olimpijskich w 1984 w Los Angeles z powodu bojkotu przez NRD.
Był mistrzem NRD na 3000 m z przeszkodami w 1972, na 10 000 m w 1979 i 1980 oraz w maratonie w 1978 i 1982.
Obecnie jest członkiem Niemieckiego Komitetu Olimpijskiego. Jego żona Maritta Politz była znaną lekkoatletką, uczestniczką igrzysk olimpijskich w 1972 w Monachium w biegu na 800 m, a ich syn Falk znanym maratończykiem i triatletą.